# Žigljen
Koordinati:   44°34′51″N, 14°57′06″E
Žigljen je manjši zaliv s trajektnim pristaniščem na otoku Pag (Hrvaška).
Žigljen je nenaseljena luka, ki leži na vzhodni obali otoka v istoimenskem zalivu, v katerem je majhen ozek polotok s pomolom, ob katerem pristajajo trajekti iz Prizne. Trajekti lahko pristajajo z obeh strani pomola, na katerem stoji svetilnik, ki oddaja svetlobni signal: Z Bl 2s. Nazivni domet svetilnika je 3 morska milje. Žigljen je s cesto povezan z okoli 8 km oddaljeno Novaljo.
Pred vhodom v zaliv Žigljen leži čer »Žigljen« na kateri stoji svetilnik, ki oddaja svetlobni signal: R Bl 2s. Nazivni domet svetilnika je 6 milj.
Žigljen je novo trajektno pristanišče, ki je nadomestilo tistega v Stari Novalji, kjer sedaj pristajajo trajekti samo takrat, kadar v Žigljenu ne morejo zaradi premočne burje.